# Semmenstedt
Semmenstedt es un pueblo ubicado en el distrito de Wolfenbüttel, en el Bundesland alemán de Baja Sajonia.

## Región
- Semmenstedt
- Timmern

## Escudos

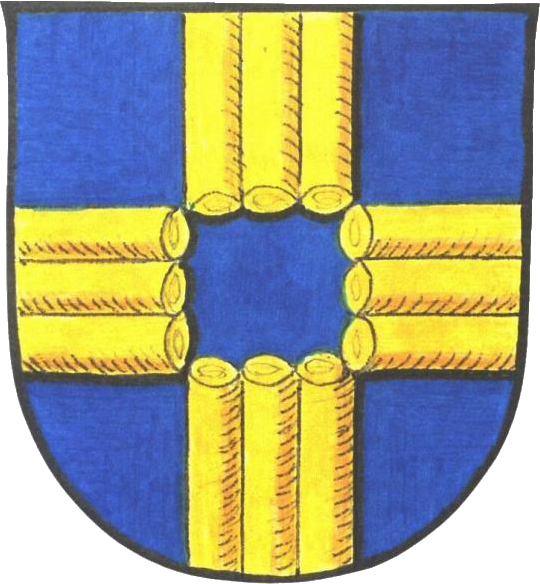
Escudo de Timmern

- Datos: Q634198
- Multimedia: Semmenstedt / Q634198

1. ↑  Worldpostalcodes.org, código postal n.º 38327.